# Izet
Izet je moško osebno ime.

## Izvor imena
Izet je muslimansko ime, ki izhaja iz turškega imena Izzet, le tega pa razlagajo, da je nastal iz arabske besede 'izzät v pomenu besede »moč, sila;  čast, slava; dostojanstvo, ponos«.

## Različice imena
- moške oblike imena: Iskan, Isko, Iza, Izo
- ženske oblike imena: Iska, Iza, Izeta. Ime Iza pa je lahko tudi skrajšana oblika imen Izabela in Izidora.

## Pogostost imena
Po podatkih Statističnega urada Republike Slovenije je bilo na dan 31. decembra 2007 v Sloveniji število moških oseb z imenom Izet: 337. Med vsemi moškimi imeni pa je ime Izet po pogostosti uporabe uvrščeno na 311. mesto.

## Osebni praznik
V koledarju je ime Izet lahko uvrščeno k imenoma Slavko in Vekoslav.

## Priimki nastali iz imena
Ime Izet je prvi del (prva sestavina) muslimanskega priimka Izetbegović.